# Massimo Dapporto
Pour les articles homonymes, voir Dapporto.
Massimo Dapporto, né le 8 août 1945 à Milan, est un acteur italien.

## Biographie
Fils du comédien Carlo Dapporto, Massimo a étudié le cinéma à l'Accademia Nazionale di Arte Drammatica Silvio D'Amico. Il a eu plusieurs opportunités professionnelles dans le monde du petit écran, lorsqu'il a commencé à jouer dans des séries télévisées, notamment dans Amico mio. En 1989, il remporte le David di Donatello du meilleur acteur pour sa performance dans Francesca Archibugi's Mignon è partita.

## Filmographie

### Cinéma
- 1987 : La Famille d'Ettore Scola
- 1988 : Mignon est partie de Francesca Archibugi
- 1991 : Una storia semplice d'Emidio Greco
- 1991 : L'alba de Francesco Maselli
- 1992 : Ultimo respiro de Felice Farina
- 1996 : Remake, Rome ville ouverte de Carlo Lizzani
- 1997 : Con rabbia e con amore d'Alfredo Angeli

### Télévision
+ 2004 : Imperium : Nerone - Claude